# Гонда (Бурятия)
Го́нда — село в Еравнинском районе Бурятии. Административный центр сельского поселения «Улхасааское».

## География
Расположено в 22 км к западу от районного центра, села Сосново-Озёрское, в 3 км севернее межрегиональной автодороги Р436 Улан-Удэ — Романовка — Чита. 

## Население
| 2002 | 2010 | 2012 | 2013 | 2014 | 2015 | 2016 |
| ---- | ---- | ---- | ---- | ---- | ---- | ---- |
| 497  | ↗571 | ↘567 | ↘561 | ↘545 | ↘526 | ↘522 |
| 2017 | 2018 | 2019 | 2020 | 2021 | 2023 | 2024 |
| ↘507 | ↘498 | →498 | ↘490 | ↘343 | ↘336 | ↘316 |

## История
До образования села Гонда буряты в этой местности жили в наиболее удобных для скотоводчества местах. В годы коллективизации несколько хозяйств объединились в ТОЗ «Улан Галуута» и в артель «Хамтын ажал». 
В 1932 году открыт ликбез, 1937 году построена начальная школа.
В 1937 году в селе Гонда образован колхоз «Путь социализма». В 1961 году колхоз стал вторым отделением совхоза «Сосновский». В 1969 году село стало вторым отделением совхоза «Юбилейный». В 1975 году построена восьмилетняя школа.
В 1990 году отделение стало самостоятельным совхозом «Улхасаа» (с 1992 года — АККМ «Улхасаа»). В этом же году построена средняя общеобразовательная школа, образована администрация Улхасааского сомона.

## Инфраструктура
Средняя общеобразовательная школа, детский сад, Дом культуры, фельдшерско-акушерский пункт, почтовое отделение.

## Субурган
В 2002 году на пожертвования сельчан был построен субурган «Бадма Сэсэг» в честь земляка Соржо-багши. 29 сентября 2002 года обряд открытия совершил Еше Лодой Ринпоче.